# Pforzen
Pforzen è un comune tedesco di 2 122 abitanti, situato nel land della Baviera.
Nella frazione Leinau si trova l'abbazia di San Severino dell'Ordine cistercense ecumenico, facente parte della diocesi cattolica per i veterocattolici in Germania.